# 宮崎通
宮崎通（みやざきとおり）は、愛知県名古屋市南区の地名。

## 歴史

### 町名の由来
呼続町の字宮道・山崎の各一文字を採り、命名されたという。

### 沿革
- 1943年（昭和18年）1月15日 - 南区呼続町の一部により、同区宮崎通が成立[3]。
- 1943年（昭和18年）9月20日 - 南区呼続町の一部を編入する[3]。
- 1946年（昭和21年）11月11日 - 町域を拡張する[3]。
- 1968年（昭和43年）8月15日 - 南区呼続町の一部を編入する[3]。
- 1984年（昭和59年）1月15日 - 一部が南区菊住二丁目に編入される[3]。
- 1986年（昭和61年）9月16日 - 一部が南区呼続元町に編入される[3]。
- この他、鶴田一丁目・平子二丁目・外山二丁目・駈上二丁目・鳥栖一丁目・鳥栖二丁目・寺崎町・菊住二丁目にそれぞれ編入されている[3]。
- 1988年（昭和63年）8月1日 - 南区呼続二丁目・呼続三丁目にそれぞれ編入され廃止[3]。